# Stad en Lande
Stad en Lande is een historische staatkundige eenheid die grofweg het grondgebied van de huidige provincie Groningen beslaat en tot laat in de 19e eeuw bestond. De naam is ontstaan toen de plaats Groningen, die stadsrechten bezat, na de overwinning van Groningen op de bezetting door legers van koning Filips, samen met de Ommelanden als zevende gewest toetraden tot de Republiek der zeven Verenigde Nederlanden. Dit wordt de 'Reductie van Groningen' genoemd. Tot de 19e eeuw bestonden er grote tegenstellingen en spanningen tussen de 'Groningse' Stad en de 'Friese' Ommelanden. Toen deze uiteindelijk grotendeels verdwenen waren, werd de naam Groningen ook acceptabel voor de agrarische gebieden rondom de Stad.

## Reductie van Groningen

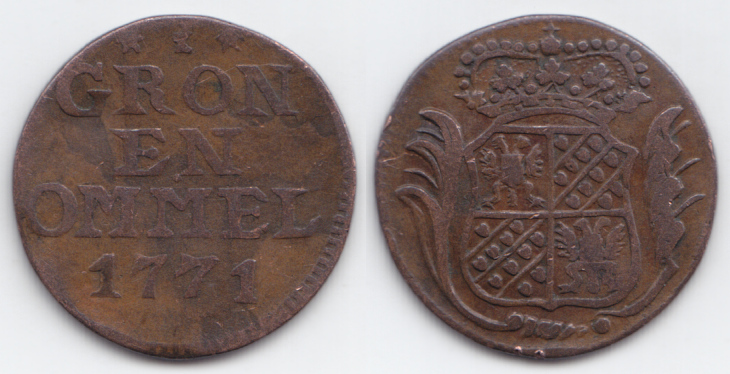
Duit 1771, koper. Geslagen in Harderwijk

De bezetting door legers onder aanvoering van de koning Filips II duurde tot 1591, toen Maurits van Nassau, de latere prins van Oranje, Delfzijl op de Spanjaarden veroverde. Uiteindelijk werd de stad Groningen zelf op 22 juli 1594 veroverd en daarmee 'gereduceerd' (Frans leenwoord voor 'teruggebracht') aan de Staatsen. Deze gebeurtenis werd in de geschiedenis daarom ook wel de Reductie van Groningen genoemd. Op 23 juli werden de Stad en Ommelanden bij het Traktaat van Reductie verenigd in één gewest, Stad Groningen en Ommelanden (Stad en Lande). Deze trad op 17 februari 1595 als zevende provincie toe tot de Republiek der Verenigde Nederlanden, die voortaan ook wel de 'Zeven Verenigde Nederlanden' werden genoemd.
Wedde en Westerwolde werden in 1619 toegevoegd aan Stad en Lande. Bij de Vrede van Münster in 1648 werd de Republiek officieel erkend, en daarbij ook het omvormen van de Heerlijkheid Groningen naar Stad en Lande.

## Opheffing gewest Stad en Lande
Aan het gewest Stad en Lande kwam formeel een einde op 29 januari 1798 door een besluit van de Tweede Nationale Vergadering van de Bataafse Republiek. Het gewestelijk bestuur werd omgezet in een intermediair administratief bestuur, in afwachting van de realisatie van de nieuwe departementale indeling waarin het grondgebied van Stad en Lande deel ging uitmaken van het nieuwe departement van de Eems. Het intermediair administratief bestuur functioneerde nog tot 30 maart 1799, toen het werd ontbonden.

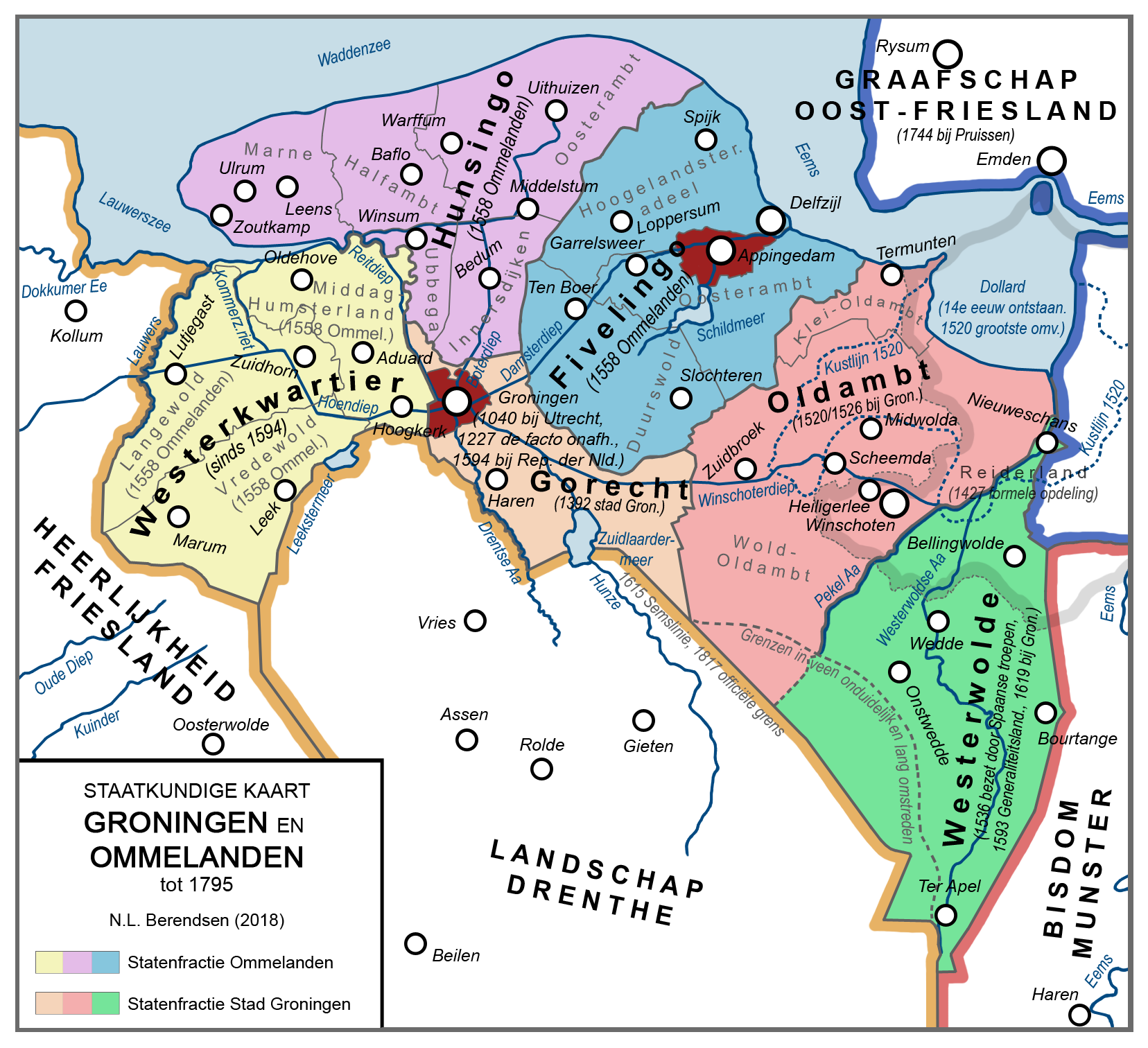
Staatkundige indeling